# Пайкова-Бургиу, Светлана Ивановна
Пайкова-Бургиу Светлана Ивановна (в девичестве Пайкова) — оперная певица (меццо-сопрано). Супруга молдавского писателя и режиссёра Якова Бургиу.
Родилась 3 сентября 1945 года в г. Красноярск, РСФСР.

## Образование и творчество
После окончания средней школы поступила в Красноярский государственный университет на исторически-филологический факультет. Спустя два года (1965), после конкурса, была зачислена в Государственный институт театральных искусств имени А. В. Луначарского (ГИТИС), класс профессора Г. Адена, на факультет театрального искусства.
Дебют Светланы Бургиу состоялся на оперной сцене в 1970 году. После окончания ГИТИСа, в 1970 стала солисткой Театра оперы и балета Республики Молдова.
В 1974—1977 годах стажировалась в «Большом театре» (ГАБТе). На протяжении стажировки участвовала в спектаклях: «Евгений Онегин» П. Чайковского; «А зори здесь тихие» K. Молчанова; «Риголето» Дж. Верди.
В 1978 ̶ 1979 годах стажировалась в миланском театре «Ла Скала». После окончания стажировок в «Большом театре» и миланском театре «Ла Скала», поёт на сцене Молдавского театра оперы и балета (1980-1995). Выступала с сольными концертами и проводила мастер-классы как в Республике Молдова, так и за рубежом.
В 1992 стала лауреат международного конкурса — г. Пхеньян, КНДР.
В творческом активе певицы не только спетые вокальные оперные партии, но и множество арий, песен и романсов.
Пела на сцене «Большого театра», на оперных сценах ведущих театров бывшего СССР, на сценах Германии, Финляндии, Италии, а также на сцене Органного зала г. Кишинёва.
Преподавала мастерство вокала в Республиканском музыкальном колледже им. Шт. Няги (г. Кишинёв).
Дар перевоплощения на сцене, а также неповторимый тембр голоса Светланы Бургиу были высоко оценены знаменитой оперной певицей Ириной Архиповой, которая называла ее «меццо-сопрано с серебряным голосом».

Еще при жизни за заслуги в пропаганде музыкального искусства и высокое исполнительское мастерство, проявленное на протяжении всей творческой деятельности, было предложено присвоить Светлане Бургиу почетное звание «Маэстро искусств». Ходатайство в Президентуру Республики Молдова было отправлено в мае 2019 года, за год до ее ухода в мир праведных (певица скончалась 7 апреля 2020 года).

В августе 2023 года Министерство культуры предложило Президентуре Республики Молдова посмертно присвоить Светлане Бургиу почетное звание «Маэстро искусств».

## Оперы, в которых учувствовала Светлана Бургиу
- «Евгений Онегин» П. Чайковский
- «Кармен» Ж. Бизе
- «Матушка Кураж» С. Кортес
- «Пиковая дама» П. Чайковский
- «Сельская честь» П. Масканьи
- «А зори здесь тихие» K. Молчанов
- «Чародейка» П. Чайковский
- «Норма» B. Беллини
- «Сергей Лазо» Гершфельд
- «Князь Игорь» А. П. Бородин
- «Борис Годунов» М. Мусоргский
- «Кето и Котэ» В. Долидзе;
- «Иоланта» П. Чайковский
- «Риголето» Дж. Верди
- «Норма» В. Беллини
- «Дуэнья» С. Прокофьев
- «Сильва» И. Кальман
- «Семён Котко» С. Прокофьев
- «Глира» Шт. Няга
- «Карлсон, который живет на крыше» А. Гершфельд
- «Александру Лэпушняну» Г. Мустя
- «Золотой петушок» Н. А. Римский — Корсаков